# Holcojoppa heinrichi
Holcojoppa heinrichi är en stekelart som först beskrevs av Tohru Uchida 1940.  Holcojoppa heinrichi ingår i släktet Holcojoppa och familjen brokparasitsteklar. Inga underarter finns listade i Catalogue of Life.